# Walter Trout
Walter Trout, född 1951 i Ocean City, New Jersey, USA, är en amerikansk gitarrist och sångare inom bluesgenren. I mars 2014 blev det känt, att han är drabbad av sjukdom, och inväntar en levertransplantation.
Walter Trout spelade bland annat med banden Canned Heat och John Mayall's Bluesbreakers innan han 1989 bildade sitt eget Walter Trout Band, vilket senare bytt namn via Walter Trout and the Free Radicals till nuvarande Walter Trout and the Radicals.

## Diskografi
Walter Trout Band
- 1990 – Life in the Jungle
- 1990 – Prisoner of a Dream
- 1992 – Transition
- 1992 – No More Fish Jokes (live)
- 1994 – Tellin' Stories
- 1995 – Breaking the Rules
- 1997 – Positively Beale Street

Walter Trout and the Free Radicals
- 1998 – Walter Trout
- 1999 – Livin' Every Day
- 2000 – Face the Music (live)
- 2000 – Live Trout

Walter Trout and the Radicals
- 2001 – Go the Distance
- 2003 – Relentless
- 2005 – Deep Trout
- 2006 – Full Circle
- 2007 – Hardcore

Walter Trout
- 2008 – The Ousider
- 2009 – Unspoiled By Progress
- 2010 – Common Ground
- 2012 – Blues For The Modern Daze
- 2013 – Luther's Blues
- 2014 – The Blues Came Callin'
- 2015 – Battle Scars
- 2016 – Alive In Amsterdam
- 2017 – We're All In This Together